# Allegany Ballistics Laboratory

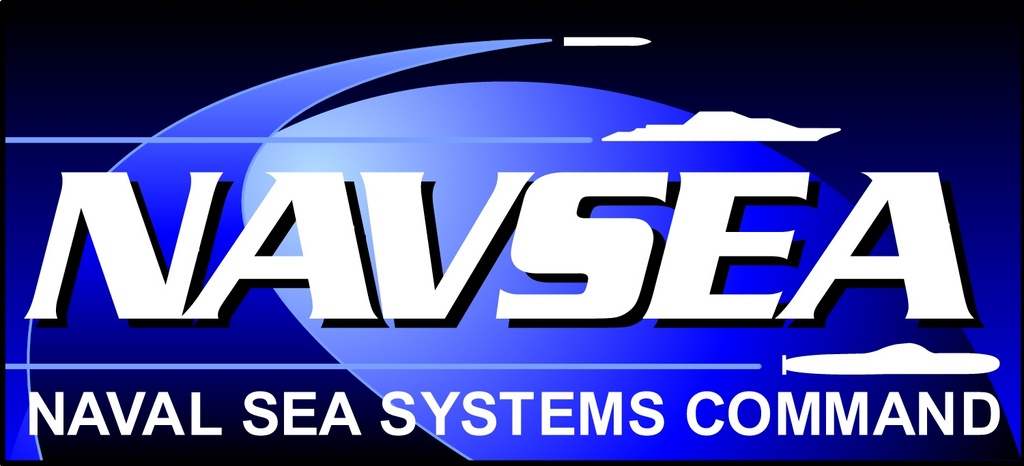

O Laboratório Balístico Allegany (em inglês: Allegany Ballistics Laboratory) é um laboratório de pesquisa e desenvolvimento em diversas áreas da Marinha dos Estados Unidos. iniciou suas operações em 1942. Encontra-se localizado numa área de 6,6 km², nos alagados do Norte do rio Potomac no condado 
de Mineral, Virgínia Ocidental. É gerida e operada atualmente pela Thiokol.

## Uso
De uma área total de 6,6 km², o Allegany Ballistics Laboratory (ABL), é dividido em duas áreas operacionais distintas. A área 1, ocupa a maior parte: 6,4 km², de propriedade da Marinha dos Estados Unidos e arrendada por sua operadora atual ATK Tactical Systems Company LLC.. A área 2, ocupa os 220.000 m² restantes, sendo esta, possuída e operada pela ATK.
A Marinha dos Estados Unidos, tomou posse das instalações em 1945. Desde 1943, o ABL tem sido usado principalmente para: pesquisa, desenvolvimento, produção e teste de motores à combustível sólido para munições, foguetes e armamentos.
Em 1956, quando estava produzindo os estágios Altair para o foguete Vanguard, o ABL era uma "subsidiária" da Marinha, operada pela Hercules Powder Company. Hoje em dia, esta instalação é operada como uma fábrica com alto grau de automação para sistemas de propulsão tática e estruturas metálicas e compostas pela AtK Thiokol.